# Académie navale de Saint-Pétersbourg
Pour les articles homonymes, voir Académie navale.

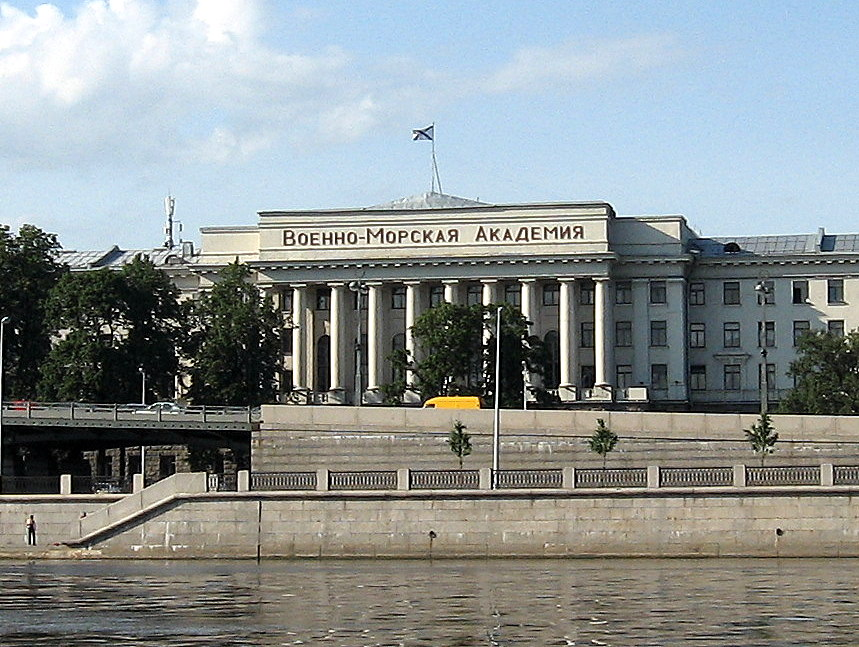
L'académie navale de Saint-Pétersbourg.

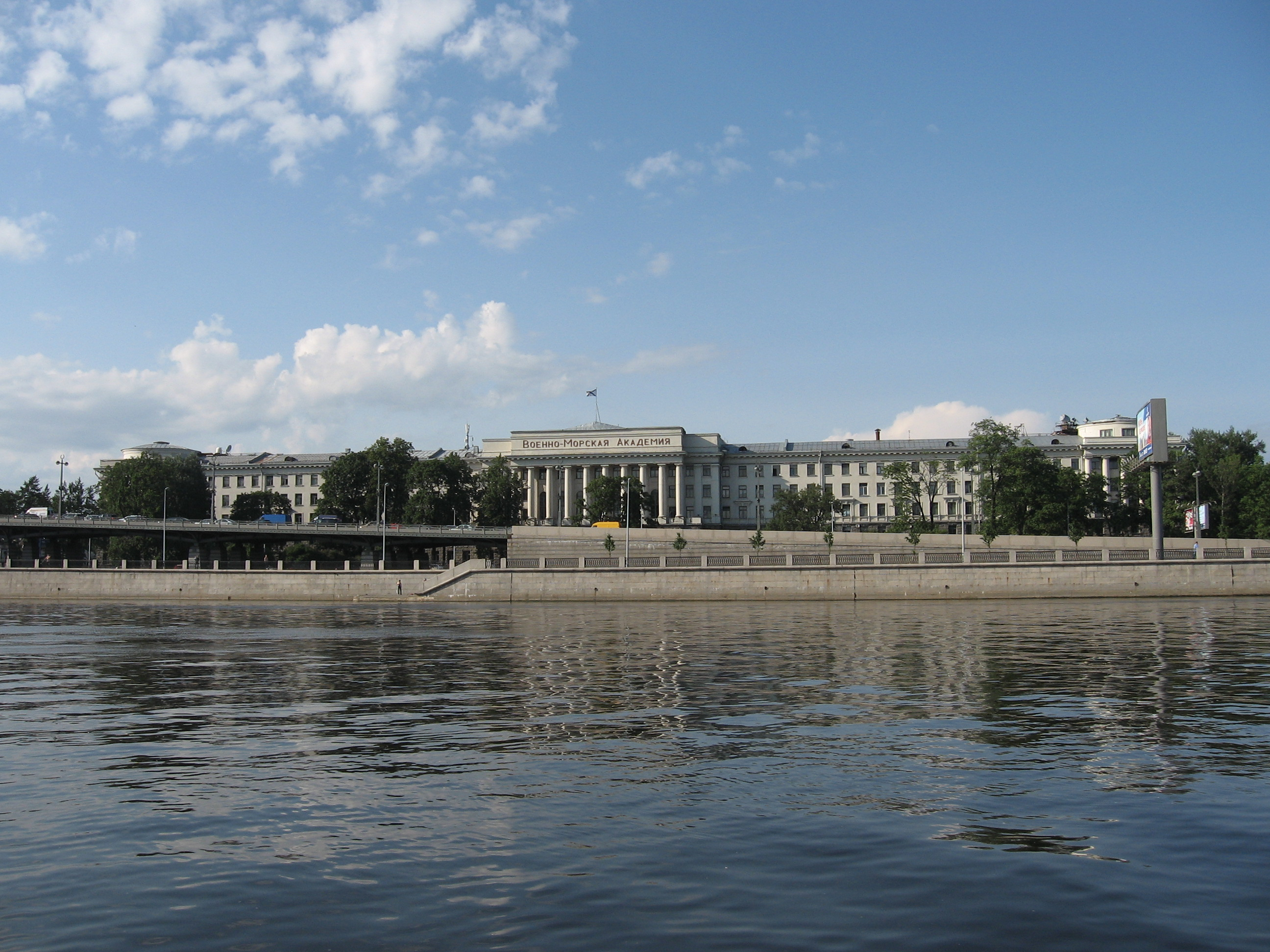
Vue générale de l'académie navale.

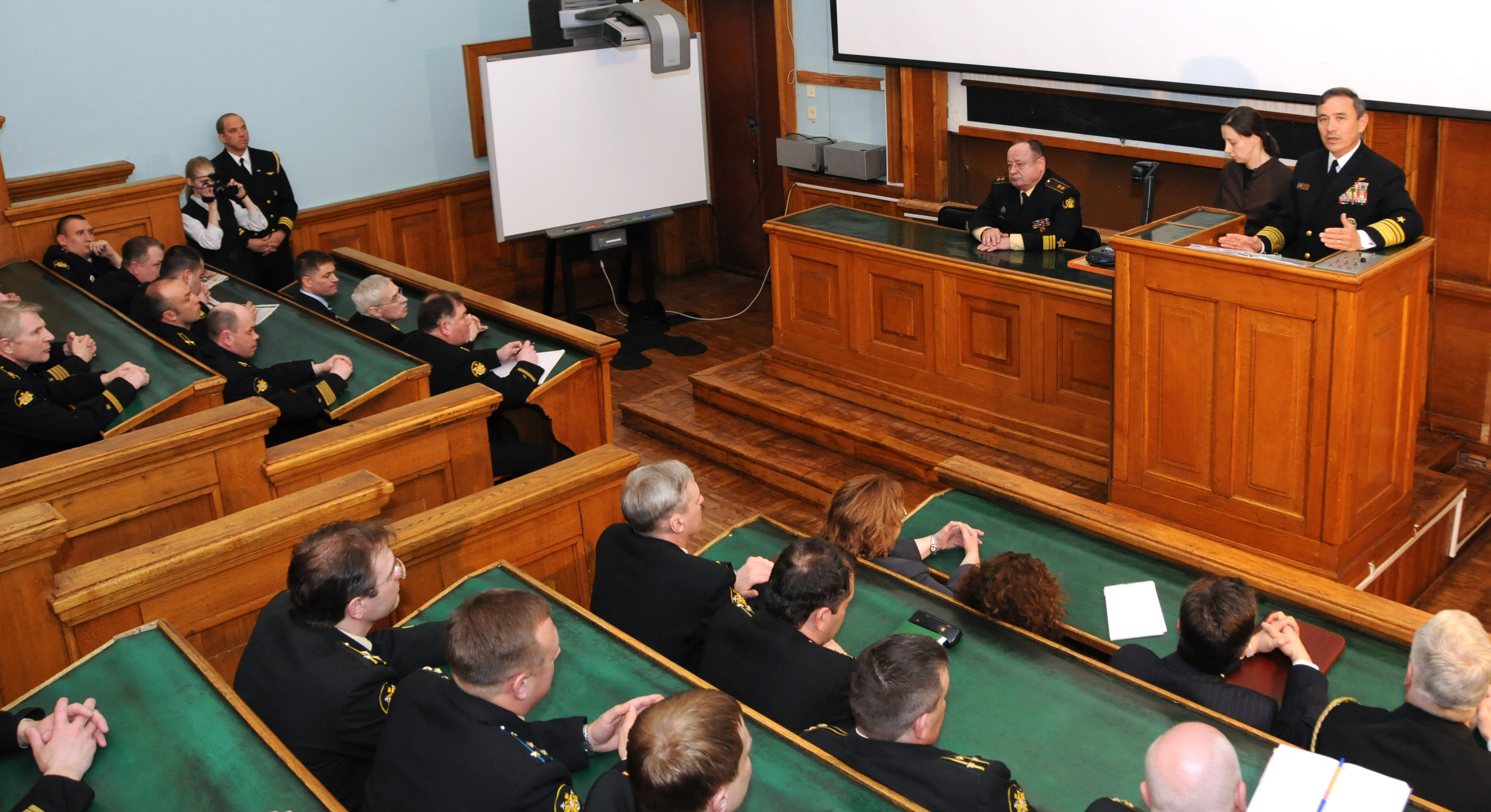
Conférence du vice-amiral américain H. B. Harris à l'Académie navale (mai 2010).

L’Académie Navale N.G. Kouznetsov de Saint-Pétersbourg (en abrégé VSOK) est l'unique école d'officiers de la Marine russe.
Elle a vu le jour en 1827 comme « École des officiers supérieurs » à l'initiative de l’amiral von Krusenstern au sein du Corps des cadets de la Marine. En 1862, l'école fut réorganisée en un cours universitaire de sciences navales. En 1877, à l'occasion de son cinquantième anniversaire, elle prit le nom d’Académie de Marine Nikolaïev (Nicolas) (Nikolaïevskaïa morskaïa akademia) et en 1910 devint entièrement indépendante de l’École des Cadets de la Marine. Elle dispensa ses enseignements jusqu'en 1913, puis suspendit ses activités pendant la Grande Guerre et la Révolution d'Octobre.
Vers la fin de l’ère soviétique, l’Académie s'appelait « Académie Navale A.A. Grechko » puis finalement fut rebaptisée « Académie Navale N.G. Kouznetsov. »

## Période impériale

### L’École des officiers supérieurs (1827-1877)
L’universitaire russe Lomonossov envisageait dès 1759 la création d'une académie de marine en Russie. Il fallut cependant attendre soixante-huit ans pour qu'enfin, en 1826, le célèbre amiral et explorateur Johann Adam von Krusenstern propose la création du premier précurseur officiel de Académie navale : l’École des officiers supérieurs (Вышие офицерский класс) de la Marine russe qui ouvrit ses portes le 25 avril 1827 au sein du Corps des cadets de la Marine. La mission de l’École des officiers supérieurs était d'élever le niveau théorique des officiers de marine les plus prometteurs, dans les sciences exactes et appliquées. En conséquence du bouleversement de la marine qui suivit la guerre de Crimée (1853-1856) et la mort annoncée de la marine à voile, le futur de la formation navale en Russie et son évolution furent élaborés par une commission spéciale en 1862.

### Transition vers l’Académie
Le 7 août 1862, sur ordre du Ministre de la Marine, l’École des officiers devint l'Institut universitaire des sciences maritimes, comprenant un cursus de deux années d'études et organisé en trois départements: hydrographie, architecture navale, et génie mécanique. Les diplômés étaient recrutés par la Marine comme cadres scientifiques pour les différentes flottes ou comme officiers instructeurs pour le Corps des cadets.

### L’Académie de Marine Nikolaïev (1877-1917)
En 1872, le conseil de l'Institut présenta un projet d'université technique intégrée. Le 28 janvier 1877, à l'occasion des cinquante ans de l’École des officiers supérieurs, Alexandre II décida par décret impérial de la rebaptiser « Académie de Marine Nicolas ». À cette époque, le Corps des cadets de la Marine et l’Académie Navale étaient dirigées par le même officier.

### Période soviétique
Après la révolution d'Octobre 1917, l'état-major général de la Marine décide le 26 octobre 1918 de regrouper toutes les écoles d'officiers en une seule école navale : l’École des officiers spécialistes de la Marine, avec cinq filières : artillerie, mines, sous-marins, navigation et génie électrique. En 1920, deux nouvelles filières supplémentaires sont formées : génie mécanique et architecture navale.
En 1938, l’École bénéficie d'un nouveau bâtiment, au no 80 de l’Avenue Maloukhtinsky, à Léningrad. Dans le cadre de la réorganisation du système de formation, les cours pour officiers intègrent les spécialités du génie et du train.
Au cours du siège de Léningrad, les cours sont transférés dans les villes d'Astrakhan et de Samarcande, mais dès la levée du siège en août 1944, l'école rouvre symboliquement à Léningrad : malgré ces adaptations, l'École aura réussi à former tout au long de la Seconde Guerre mondiale plus de 1 500 officiers, qui ont pris une part active aux combats. Le 20 avril 1945, l'établissement se voit décerner l'Ordre de Lénine par décret du Présidium du Soviet suprême de l'URSS en reconnaissance des services éminents rendus au pays dans la formation d'officiers qualifiés pour la Marine et la recherche réussie de nouvelles tactiques de combat pour la Marine.
En 1946, l'enseignement se tourne vers la formation continue de spécialistes hautement qualifiés de la marine.
L'Académie reçoit l'Ordre de la Révolution d'Octobre, l'Ordre d'Ouchakov le 22 février 1968 et l'Ordre de la Bannière du Travail.
Pour la période de 1918 à 2007, la VSOK Marine aura préparé et diplômé plus de 19 000 officiers et 20 000 spécialistes.

### Résurrection: la période post-soviétique
L'École des officiers de la Marine est rétablie en 1991. Depuis, elle a eu trois directeurs successifs :
- Vitaly P. Ivanov (1991-1996)
- X. Sysouïev
- Adam A. Rimachevsky

La VSOK Marine est l'unique école d'officiers supérieurs de la Marine russe. Elle dispense des enseignements dans quarante spécialités différentes relatives à la marine. Le 28 janvier 2007, l'école a célébré son 180e anniversaire.
Elle a participé ou permis de grandes avancées techniques, comme la radiophonie mise au point en 1893 par A. Popov, alors professeur à l'école des torpilleurs de Kronstadt, sur l'île Kotline, la théorie moderne du gyrocompas d’Ivan de Collong (en), ou les techniques de déminage de l'amiral Boutakov (1820-1882).
Parmi les diplômés de l'école, on compte plus de 25 Héros de l'Union soviétique (ou Héros de la Russie), ainsi que plusieurs commandants des forces navales russes tels que Friedrich von Lütke, Constantin Possiet, Arsène Golovko, Sergueï Gorchkov, etc.